# Pôle international de la Préhistoire
Le Pôle d'interprétation de la Préhistoire est un centre d’information, de médiation et d’animation territoriale destiné à l’accueil de tous les publics. Il est situé en Dordogne aux Eyzies, en plein cœur du Grand Site de France Vallée de la Vézère.   
Établissement Public de Coopération Culturelle (EPCC), il a vocation à pérenniser l’action de l’État, de la région Nouvelle Aquitaine et du Conseil départemental de la Dordogne, dans la valorisation des ressources patrimoniales, culturelles, touristiques et paysagères de la vallée de la Vézère. 
À ce titre, il est la structure qui porte et anime le label Grand Site de France Vallée de la Vézère.
Le Pôle d’interprétation de la Préhistoire en quelques mots :  
- une programmation culturelle annuelle : expositions permanente et temporaires, cycle de conférences, rencontres, résidences d’artistes... ;

- ses animations pour tous : module de fouilles archéologiques, contes, balades accompagnées sur le territoire, ateliers thématiques ;

- une médiathèque : salle de lecture, portail numérique jeunesse, expositions virtuelles... ;

- une ingénierie territoriale en réseau avec les acteurs locaux.

## Champs d’intervention
Le Pôle propose des activités et projets menés en liaison étroite avec un vaste réseau de partenaires parmi lesquels les services et institutions rattachés à l’archéologie et à la Préhistoire (musée national de Préhistoire, Centre national de la Préhistoire, Institut national de recherches archéologiques préventives, les services de conservation départementale et régionale de l’archéologie, l’université Bordeaux I, etc.) :
- des informations et ressources documentaires numériques en ligne sur la Préhistoire à destination des enseignants, des étudiants, des scientifiques, comme du grand public (catalogue préhistoire, bibliothèque numérique, expositions virtuelles, découverte et visites virtuelles des sites de la vallée de la Vézère, dossiers thématiques, actualité de la recherche archéologique, revue de presse, etc.) ;
- des activités éducatives pour les scolaires et tout public (ateliers, visites de sites, interventions de préhistoriens, animations-débats, formations, etc.)
- des événements et des manifestations (cycles de conférences, colloques, expositions temporaires, spectacles, animations famille pendant les vacances scolaires...)

Le Pôle est la structure porteuse du label Grand Site de France Vallée de la Vézère. 

## Projet en vallée de la Vézère
Le projet global à l’échelle de la vallée comprend aussi la réalisation d’équipements spécifiques qui sont en cours de conception ou de réalisation aux Eyzies, à Montignac et à Campagne. Le centre d'accueil de la Préhistoire des Eyzies, conçu par l'architecte Raphaël Voinchet a ouvert ses portes le 24 juillet 2010. Il a pour fonction de présenter et rendre accessible ce patrimoine au plus grand nombre et de valoriser la Préhistoire auprès du public.